# Rajd Finlandii 1995
Rajd Finlandii 1995 (45. Neste 1000 Lakes Rally) – siódma runda eliminacji Dwulitrowego Rajdowego Pucharu Świata w roku 1995, który odbył się w dniach 25-27 sierpnia. Bazą rajdu było miasto Jyväskylä.

## Wyniki końcowe rajdu
| Msc.                   | Kierowca               | Pilot                  | Samochód                  | Czas                   | Strata                 | Grupa                  |                        |
| Klasyfikacja generalna | Klasyfikacja generalna | Klasyfikacja generalna | Klasyfikacja generalna    | Klasyfikacja generalna | Klasyfikacja generalna | Klasyfikacja generalna | Klasyfikacja generalna |
| ---------------------- | ---------------------- | ---------------------- | ------------------------- | ---------------------- | ---------------------- | ---------------------- | ---------------------- |
| 1.                     | Tommi Mäkinen          | Seppo Harjanne         | Mitsubishi Lancer Evo III | 04:38.3                | 0.0                    | A8                     |                        |
| 2.                     | Marcus Grönholm        | Timo Rautiainen        | Toyota Celica Turbo 4WD   | 04:47.6                | +9:31                  | A8                     |                        |
| 3.                     | Jarmo Kytölehto        | Arto Kapanen           | Opel Astra GSI 16V        | 04:59.1                | +20:41                 | A7                     |                        |
| 4.                     | Per Svan               | Johan Olsson           | Opel Astra GSI 16V        | 05:00.1                | +21:43                 | A7                     |                        |
| 5.                     | Alister McRae          | David Senior           | Nissan Sunny GTI          | 05:03.1                | +24:48                 | A7                     |                        |
| 6.                     | Mika Korhonen          | Launo Heinonen         | Mitsubishi Lancer Evo II  | 05:05.5                | +27:28                 | N4                     |                        |
| 7.                     | Marko Ipatti           | Harri Kiesi            | Mitsubishi Lancer Evo 2   | 05:06.2                | +27:52                 | N4                     |                        |
| 8.                     | Jouni Ahvenlammi       | Teppo Leino            | Toyota Celica GT-Four     | 05:08.3                | +30:08                 | N4                     |                        |
| 9.                     | Mika Utria             | Marko Lehtinen         | Mitsubishi Lancer Evo 2   | 05:13.1                | +34:43                 | N4                     |                        |
| 10.                    | Pavel Sibera           | Petr Gross             | Škoda Felicia Kit Car     | 05:15.6                | +37:32                 | A6                     |                        |
| 2L WRC                 |                        |                        |                           |                        |                        |                        |                        |
| 1 (3.)                 | Jarmo Kytölehto        | Arto Kapanen           | Opel Astra GSI 16V        | 04:59.1                | -                      | A7                     |                        |
| 2 (4.)                 | Per Svan               | Johan Olsson           | Opel Astra GSI 16V        | 05:00.1                | +1:02                  | A7                     |                        |
| 3 (5.)                 | Alister McRae          | David Senior           | Nissan Sunny GTI          | 05:03.1                | +4:07                  | A7                     |                        |